# ريتشارد ويلبر
ريتشارد بوردي ويلبر (بالإنجليزية: Richard Wilbur)‏ (ولد في الأول من مارس عام 1921 وتوفي في 14 أكتوبر عام 2017) كان شاعرًا أمريكيًا ومترجمًا أدبيًا. كان واحدًا من أبرز شعراء عصره، إذ ألّف شعره بشكل أساسي بهيئة تقليدية، تميزت أشعاره بلمسة من الموهبة والسحر والأناقة. عُين في منصب ملك الشعراء ومستشار مكتبة الكونغرس في أمور الشعر الثاني عام 1987 وحصل على جائزة بوليتزر عن فئة الشعر مرتين في عامي 1957 و1989 على التوالي.

## السنوات المبكرة
ولد ويلبور في مدينة نيويورك في الأول من مارس عام 1921، ونشأ في نورث كالدويل بولاية نيوجيرسي. تخرج عام 1938 من مدرسة مونكلير الثانوية، حيث عمل في صحيفة المدرسة. تخرج من كلية أمهرست في عام 1942 وخدم في القوات البرية للولايات المتحدة بين عامي 1943 و1945 خلال الحرب العالمية الثانية. التحق بكلية الدراسات العليا في جامعة هارفارد. درّس ويلبور في كلية ويلزلي، ثم جامعة ويسليان لمدة عقدين، وفي كلية سميث لعقد آخر. في ويسليان، كان له دور فعال في تأسيس سلسلة يونيفرسيتي بريس الحاصلة على جائزة. حصل على جائزتي بوليتزر عن الشعر، ودرس في كلية أمهرست في أواخر عام 2009. كان عضوًا في هيئة تحرير مجلة «ذا كومون» الأدبية التي اتخذت من كلية أمهرست مقرًا لها.

## مسيرته المهنية
عندما كان عمره 8 سنوات فقط، نشر ويلبور أول قصيدة له في مجلة جون مارتن. نُشر كتابه الأول بعنوان، التغييرات الجميلة وقصائد أخرى، في عام 1947. نشر بعد ذلك عدة مجلدات شعرية، منها قصائد جديدة ومجموعة (فابر، 1989). كان ويلبر مترجمًا أيضًا، متخصصًا في الأعمال الكوميدية الفرنسية من القرن السابع عشر، والتي تعود إلى موليير، ومسرحيات جان راسين. أصبحت ترجمته للكوميديا المسرحية تراتوف (طراطوف) النسخة الإنجليزية المعتمدة، وعرضت على التلفاز مرتين (تتوفر نسخة عام 1978 على قرص دي في دي). نشر ويلبر أيضًا العديد من قصص الأطفال، من ضمنها أوبوزيتس، مور أوبوزيتس، وذا ديسأبيرينغ ألفابيت.
مستمرًا على نهج روبرت فروست ودبليو. إتش. أودن، يجد شعر ويبلر تنويرًا في تجارب الحياة اليومية. أقل ما عرف عن ويلبر هو كتابته للأغاني. قدم كلمات لعدة أغانٍ لمسرحية ليونارد برنستين الموسيقية كانديد عام 1956، بما فيها أغنيتا «تألق وكن سعيدًا» و«دع حديقتك تكبر». أنتج أيضًا عدة أعمال غير منشورة مثل، ذا وينغ، وإلى بياتريس.
شملت تكريماته جائزة دراما ديسك أوورد عام 1983، وجائزة بين ترانزليشن لترجمة مسرحية «ميزانثروب (عدو البشر)»، وجائزة بوليتزر عن فئة الشعر، وجائزة ناشونال بوك أوورد لشعره «أشيا هذا العالم (1956)»، وجائزة إدنا سانت فنسنت ميلاي، وجائزة بولينجن، ووسام السعفات الأكاديمية. انتخب زميلا للأكاديمية الأمريكية للفنون والعلوم في عام 1959. أصبح ويلبر في عام 1987 ثاني شاعر يلقب بشاعر الولايات المتحدة بعد روبرت بين وارين، بعد تغيير لقب هذا المنصب من منصب استشاري الشعر. فاز عام 1988 بجائزة إيكن تايلور أوورد للشعر الأمريكي الحديث، وفاز عام 1989 بجائزة بوليتزر ثانية عن قصائده الجديدة والمجمعة. في 14 أكتوبر عام 1994، حصل على ميدالية الفنون الوطنية من الرئيس بيل كلينتون. حصل أيضًا على ميدالية بين/رالف مانهايم للترجمة عام 1994. في عام 2003، تقلد ويلبر مصبه في قاعة مشاهير المسرح الأمريكي. فاز عام 2006 بجائزة روث ليلي للشعر. فاز عام 2010 بجائزة الترجمة الوطنية لترجمته «ثياتر أوف إلوجن (مسرح الوهم)» لبيير كورني. في عام 2012، منحت جامعة ييل دكتوراه في الآداب الإنسانية عن ويلبر.
توفي ويلبر في 14 أكتوبر عام 2017، في دار رعاية في بيلمونت بولاية ماساتشوستس لأسباب طبيعية عن عمر ناهز 96 عامًا.

## وصلات خارجية
- ريتشارد ويلبر على موقع IMDb (الإنجليزية)
- ريتشارد ويلبر على موقع الموسوعة البريطانية (الإنجليزية)
- ريتشارد ويلبر على موقع ميوزك برينز (الإنجليزية)
- ريتشارد ويلبر على موقع قاعدة بيانات برودواي على الإنترنت (الإنجليزية)
- ريتشارد ويلبر على موقع إن إن دي بي (الإنجليزية)
- ريتشارد ويلبر على موقع ديسكوغز (الإنجليزية)